# Ctenus humilis
Ctenus humilis este o specie de păianjeni din genul Ctenus, familia Ctenidae. A fost descrisă pentru prima dată de Keyserling, 1887.
Este endemică în Nicaragua. Conform Catalogue of Life specia Ctenus humilis nu are subspecii cunoscute.